# Hyomys
Hyomys — рід мишоподібних гризунів родини мишеві (Muridae). 
Рід налічує 2 види, які мешкають на острові Нова Гвінея:
- Hyomys dammermani Stein, 1933
- Hyomys goliath Milne-Edwards, 1900